# ۱۰۳۶ (میلادی)
۱۰۳۶ (میلادی) هزار وسی و ششمین سال تقویم میلادی است.

## درگذشتگان
- علی ظاهر، هفتمین خلیه از خلفای فاطمی

‎